# Saborsko
Saborsko  è un comune della Croazia di 876 abitanti della regione di Karlovac.